# Peter Schmid (Archäologe)
Peter Schmid (* 29. November 1926 in Hamburg; † 28. November 2022 in Bockhorn) war ein deutscher Prähistoriker. Sein Forschungsschwerpunkt war die siedlungsarchäologische Untersuchung im nordwestdeutschen Küstengebiet.

## Leben und Wirken
Von 1947 bis 1948 war Schmid als Praktikant bei der damaligen Niedersächsischen Landesstelle für Marschen- und Wurtenforschung in Wilhelmshaven tätig. Er betrieb dort archäologische Landesaufnahmen, Archivstudien sowie geologische Kartierungen. Zwischen 1948 und 1954 studierte er Vor- und Frühgeschichte, Geographie und Geologie an der Universität Kiel und wurde 1954 mit der Dissertation „Die vorrömische Eisenzeit in den Nordseemarschen“ promoviert. Anschließend war er von 1954 bis 1963 als Wissenschaftlicher Assistent am Niedersächsischen Landesinstitut für Marschen- und Wurtenforschung in Wilhelmshaven beschäftigt. Damals hatte er die örtliche Grabungsleitung des Schwerpunktprogramms „Dorfwurt Feddersen Wierde“ der Deutschen Forschungsgemeinschaft inne. Im Jahr 1963 wurde er Kustos am Niedersächsischen Landesinstitut und bekleidete dort von 1969 bis 1973 das Amt des Oberkustos, bevor er anschließend zum Institutsleiter berufen wurde. In dieser Funktion war er bis 1991 tätig. 1976 erfolgte die Ernennung zum Wissenschaftlichen Direktor, 1977 wurde er Honorarprofessor an der Universität Göttingen und ab 1978 bekleidete er das Amt des Leitenden Wissenschaftlichen Direktors am Niedersächsischen Landesinstitut für Marschen- und Wurtenforschung. Seine Pensionierung erfolgte 1991. 
Ab 1957 war Schmid mit Gisela Kuhland verheiratet. Mit ihr hatte er zwei Kinder, darunter den Archäologen Arne Schmid-Hecklau.
Im Jahr 1963 wurde er Korrespondierendes und ab 1978 Ordentliches Mitglied des Deutschen Archäologischen Instituts und 1973 Mitglied der Historischen Kommission für Niedersachsen und Bremen. 1970 gehörte er zu den Gründungsmitgliedern der Archäologischen Kommission für Niedersachsen. 1980 kam die Mitgliedschaft am Römisch-Germanischen Zentralmuseum in Mainz dazu. Er übernahm dort auch die Funktion eines stellvertretenden Vorsitzenden des Verwaltungsrates.

## Auszeichnungen
- 1997: Hermann-Allmers-Preis für Heimatforschung der Hermann-Allmers-Gesellschaft (Preisträger für archäologische Forschung)
- 1991: Wilhelmshaven-Medaille der Stadt Wilhelmshaven
- 1986: Verdienstkreuz am Bande des Verdienstordens der Bundesrepublik Deutschland
- 1985: Landschaftsmedaille der Oldenburgischen Landschaft